# ジャンプボール

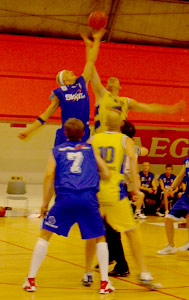
ジャンプボール（2004年、アイスランドでの試合より）

ジャンプボールは、バスケットボール用語。中立の状態にあるボールの保持を決めるために両チームのプレイヤーによって行われる。

## ジャンプボールの方法
サークルの中心に引かれているラインを挟んで両チーム一人ずつのプレイヤー（ジャンパー）が向かい合い、その間に審判がボールを投げ上げる。ジャンパーはそのボールをタップして、自分のチームの他のプレイヤーがボールを保持できるようにする。

## 起こりうるバイオレーション
ジャンパーがヴァイオレイションとなる代表的な場合は以下の通り。
- トスが最高点に達する前にタップした場合。
- ボールがタップされる前に、ジャンパーがサークル外へ出た場合。
- トスボールあるいは、タップされたボールが床,リング、バックボード、ジャンパー以外の8名の選手に触れる前にジャンパーがキャッチした場合。
- ジャンパーが2回を超えてタップした場合。（3回以上タップした場合）

ジャンパー以外がヴァイオレイションとなる代表的な場合は以下の通り。
- タップされる前にサークル内に入った場合。

## ジャンプボールシチュエーション
第一ピリオド（1st.クオーター）開始時のジャンプボールはティップオフと呼ばれる。現在のルールでティップオフは第1ピリオドの最初だけ行われる。それ以降はジャンプボールの処理が行われるケース（ジャンプボールシチュエーション）としてオルタネイティング・ポゼション・ルールが適用される。
試合進行中にどちらのチームがボールの所有権を保持しているか明らかでなくなった場合、例えば両チームの選手がボールに触れている場合（「ヘルドボール」の状態）やボールがリングとバックボードの間に挟まるなどした場合には、審判が競技の進行を止めジャンプボールにより試合を再開させる。この際のジャンプボールは、コート内に3ヶ所あるサークルのうち最寄りのところで行う。
国際バスケットボール連盟 (FIBA) ルールとは異なる独自のNBAルールがあり、ジャンプボールシチュエーションでのゲーム再開方法も異なっている。

## NBAの場合

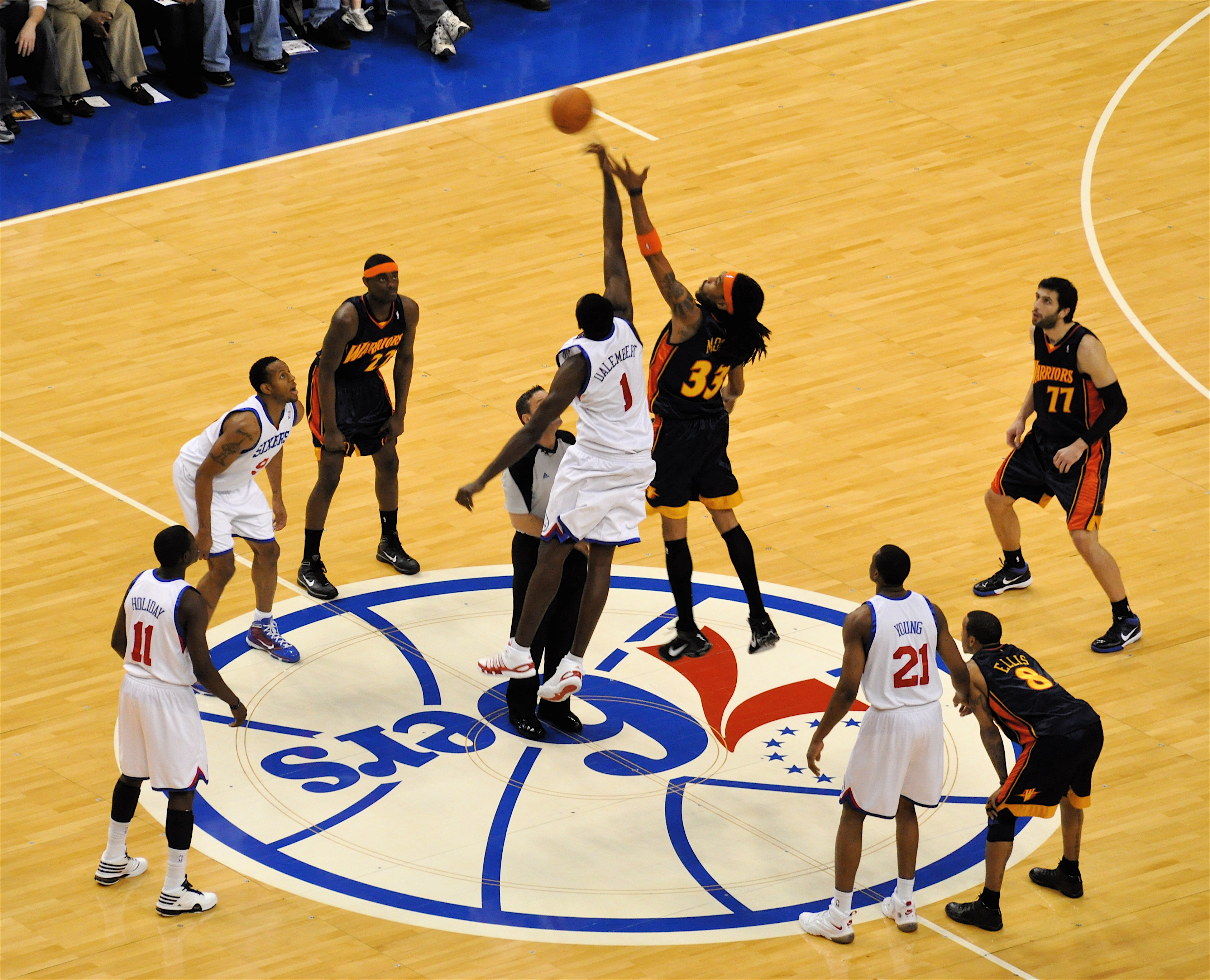
シクサーズ対ウォーリアーズ戦　　ティップオフ

- 第2クオーターは、ティップオフでボールポゼッションを得られなかったチームのエンド（ベース）ラインからのスローインで開始される。第3クオーターも第2クオーターと同じチームのスローイン。第4クオーターは、ティップオフでボールを得たチームのエンドラインからのスローインで開始される。
- ヘルドボールの場合、両チームのプレーヤーでアウトオブバウンズとなった場合、アウトオブバウンズのラストタッチの判定ができなかった場合、最も近いサークルで、当事者同士でのジャンプボールとなる。当事者が怪我などで退場の際は、相手チームのコーチが交代選手を指定する。
- ボールがリングとボードの間に挟まったりフランジ上で停止した場合や、ダブルファール、ダブルバイオレーション等の場合、ゲームクロックを停止し、ショットクロックは24秒にリセットされ、センターサークル内でジャンプボールとなる。ジャンパーは任意。
- オーバータイムはすべてのピリオドで、ジャンプボールで開始される。
- 攻撃中に起きたヘルドボール（両チームの選手が同時にボールをつかみ、どちらが保持か判断できない状態）の際は、ショットクロックは14秒以上の場合は保持され、14秒未満の場合は、14秒にリセットされ、ジャンプボールで再開される。

## 脚註
1. ↑  “Official Basketball Rules”.  FIBA.com (2010年4月30日). 2012年3月29日閲覧。
2. ↑  “Official Rules of the National Basketball Association”.  NBA.com (2008年9月8日). 2012年3月29日閲覧。